# Antrocephalus tongguensis
Antrocephalus tongguensis is een vliesvleugelig insect uit de familie bronswespen (Chalcididae). De wetenschappelijke naam is voor het eerst geldig gepubliceerd in 1986 door Sheng.